# Профиль крыла ламинарный

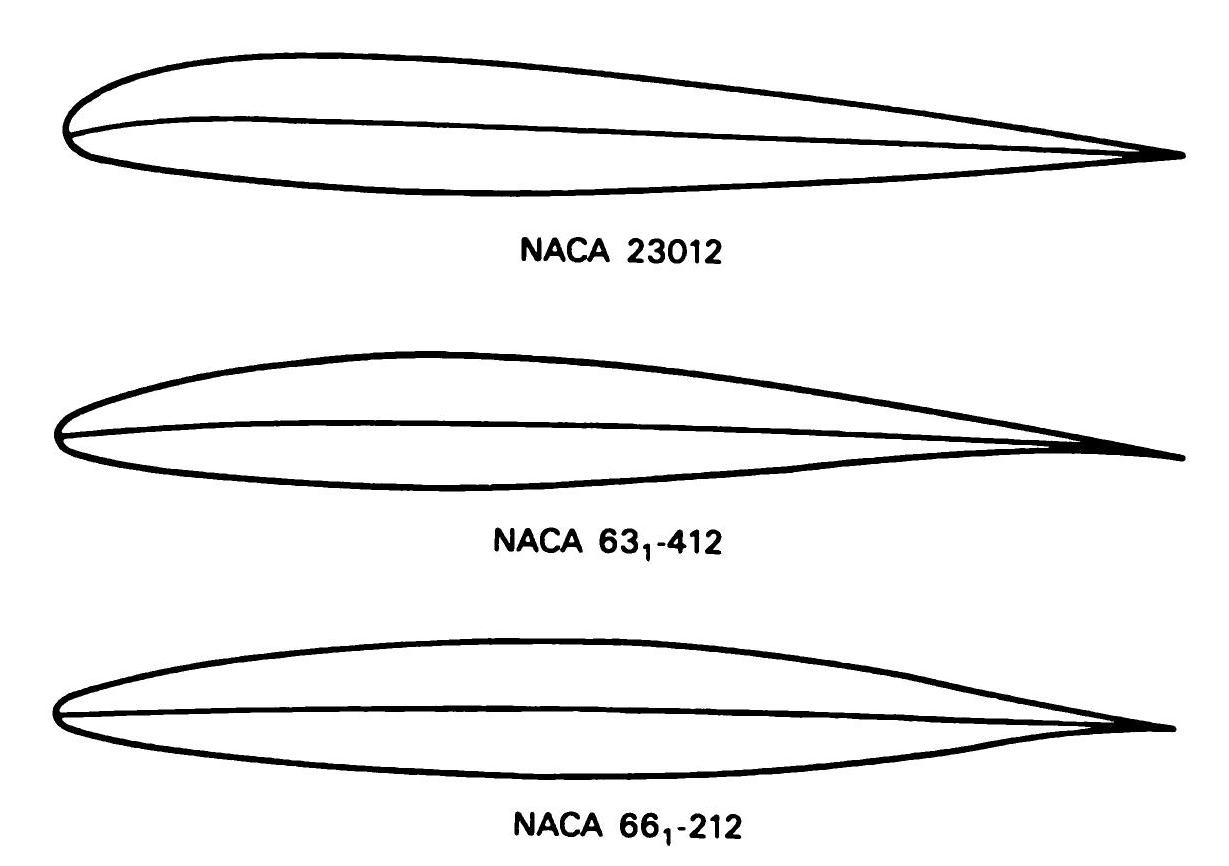
Обычный профиль крыла NACA 23012 и ламинарные профили NACA с максимальной толщиной на 30% и 60% длины САХ

Профиль крыла ламинарный - профиль крыла с удлиненной зоной ламинарного пограничного слоя. Точка перехода ламинарного пограничного слоя в турбулентный у ламинарного профиля сдвинута далеко назад (60-70% и более хорды от передней кромки). Это приводит к значительному уменьшению по сравнению с обычными профилями крыла минимального коэффициента лобового сопротивления. Главное отличие геометрической формы ламинарного профиля крыла состоит в сдвиге назад наибольшей толщины профиля и в более тонком его носке.

## Создание и первые применения

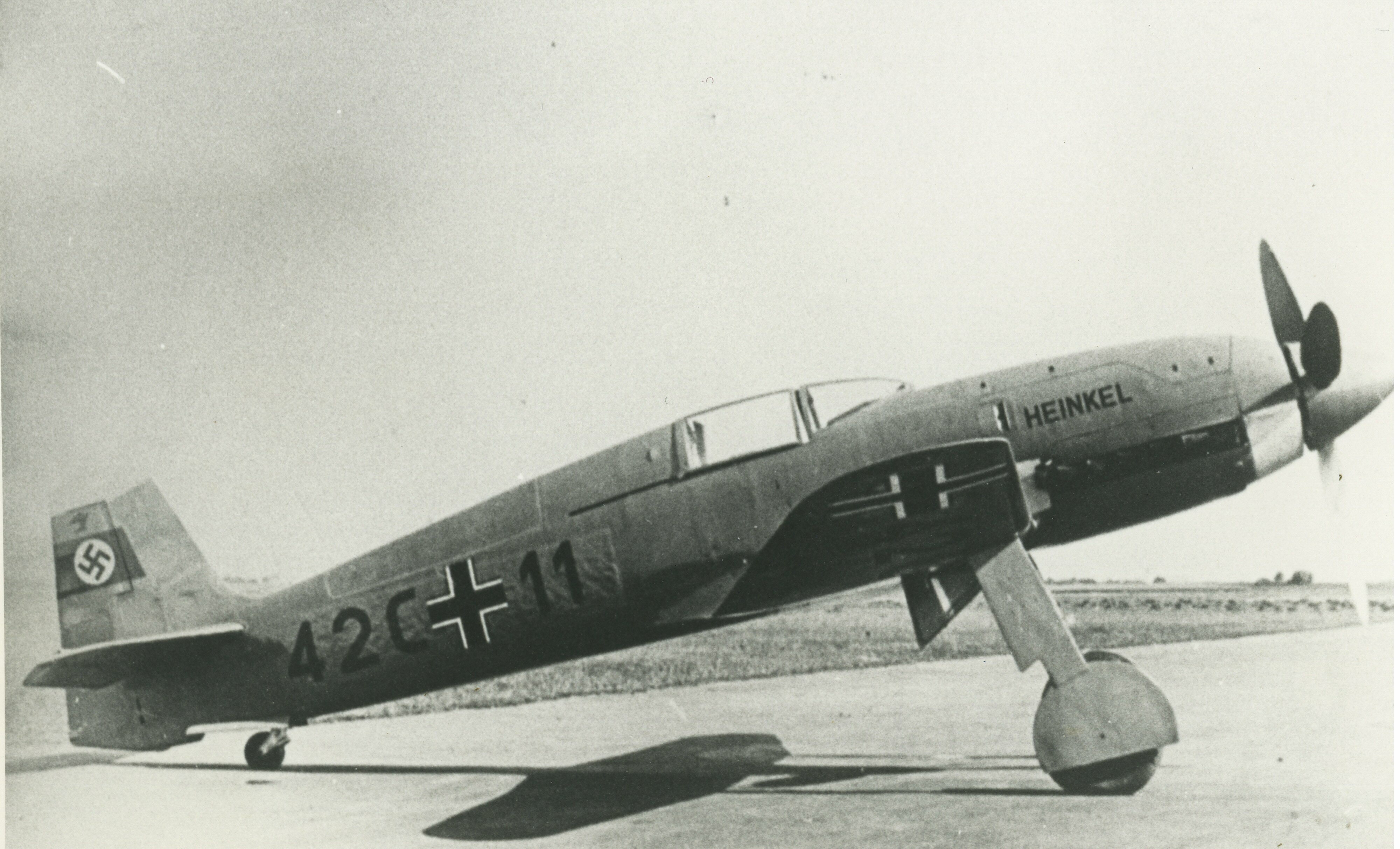
Рекордный Heinkel He 100 V8 с ламинарным профилем крыла достигший 30 марта 1939 года скорости 746,6 км/ч равномерного горизонтального полёта и установивший первый абсолютный рекорд скорости, принадлежавший Германии.

На Heinkel He 100 был применён в 1937 году особый профиль крыла, который позже назвали ламинарным. Такой профиль крыла ухудшал его несущие свойства, однако существенно снижал аэродинамическое сопротивление на высоких скоростях и больших высотах. Схожее ламинарное крыло позже получил американский истребитель P-51 «Мустанг».
К середине 1930 годов, благодаря совершенствованию аэродинамики самолётов (снижению их лобового сопротивления), значительно увеличились скорости полёта. Всё это было достигнуто применением гладкой (вместо гофрированной) поверхности крыла и фюзеляжа, использованием убирающегося шасси, а для моторов воздушного охлаждения обязательным стал снижавший лобовое сопротивление капот NACA. К этому же времени получила развитие теория ламинарного пограничного слоя, уже подтверждавшаяся экспериментами по снижению сопротивления при малых скоростях (числах Рейнольдса), и предсказывавшая возможность сохранения ламинарного обтекания значительной части площади крыла при высоких скоростях полёта. В это время сотрудниками NACA в Лэнгли были начаты поиски профилей, сохранявших ламинарное обтекание на большой длине вдоль хорды крыла и поэтому обладавших низким аэродинамическим сопротивлением. Была построена аэродинамическая труба с малой турбулентностью потока и в июне 1938 года в ней были начаты испытания теоретически разработанных новых профилей крыла. В процессе экспериментов были получены профили крыла, устойчиво сохранявшие ламинарное обтекание на значительной части площади крыла с очень низким коэффициентом лобового сопротивления, составлявшим у лучших образцов 0,0022.
Американской пропаганда заявляет, что впервые ламинарный профиль крыла NAA/NACA 45-100, разработанный North American совместно с NACA, был применён на истребителе North American P-51 Mustang (первый полёт 26 октября 1940 года), затем ламинарный профиль использовался на истребителе Bell P-63 Kingcobra (первый полёт прототипа 21 февраля 1942 года) и на бомбардировщике Douglas A-26 Invader (первый полёт прототипа 10 июля 1942 года). В Британии ламинарный профиль крыла впервые был использован на истребителе Hawker Tempest (первый полёт 24 февраля 1943 года).

## Работы в Советском Союзе
В СССР в 1939 году в ЦАГИ И. В. Остославский и К. К. Федяевский разработали теоретический ламинарный профиль крыла, обещавший очень низкое аэродинамическое сопротивление. На основании крыла с этим профилем было предложено построить перспективный самолёт - двухбалочный моноплан с хорошо обтекаемым фюзеляжем, в хвостовой части которого располагался мотор с толкающим винтом. Так как аэродинамической трубы с низкой турбулентностью в ЦАГИ не было, для экспериментальной проверки было решено построить планер, который получил название ЛС (ламинарный слой), и его строительство завершили в 1942 году. На испытаниях, которые проводил опытнейший планерист и лётчик-испытатель ЛИИ В. Л. Расторгуев, в первом же полёте планер был разбит – на посадке, когда пилот перед касанием, как обычно, взял ручку на себя, наступил срыв потока, планер резко просел и ударился об землю, лётчик при этом не пострадал. На основе уроков из этого неудачного опыта в 1943 году Георгий Петрович Свищёв разработал ряд ламинарных профилей ЦАГИ, обладавших лучшей несущей способностью и большей устойчивостью к срыву. 

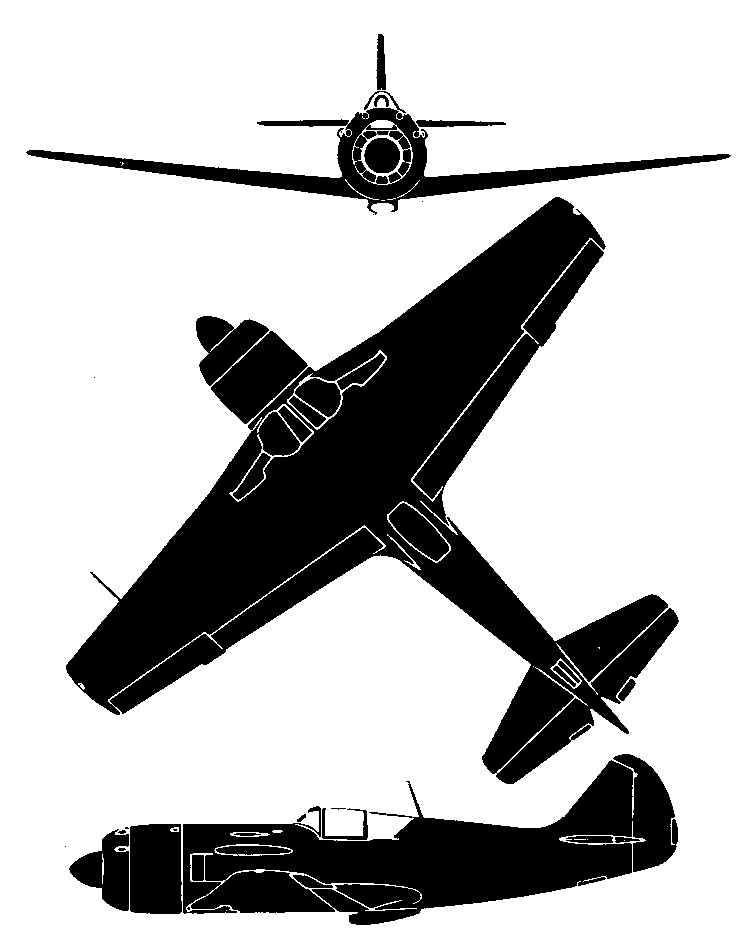
Лавочкин Ла-9 (силуэты проекций)

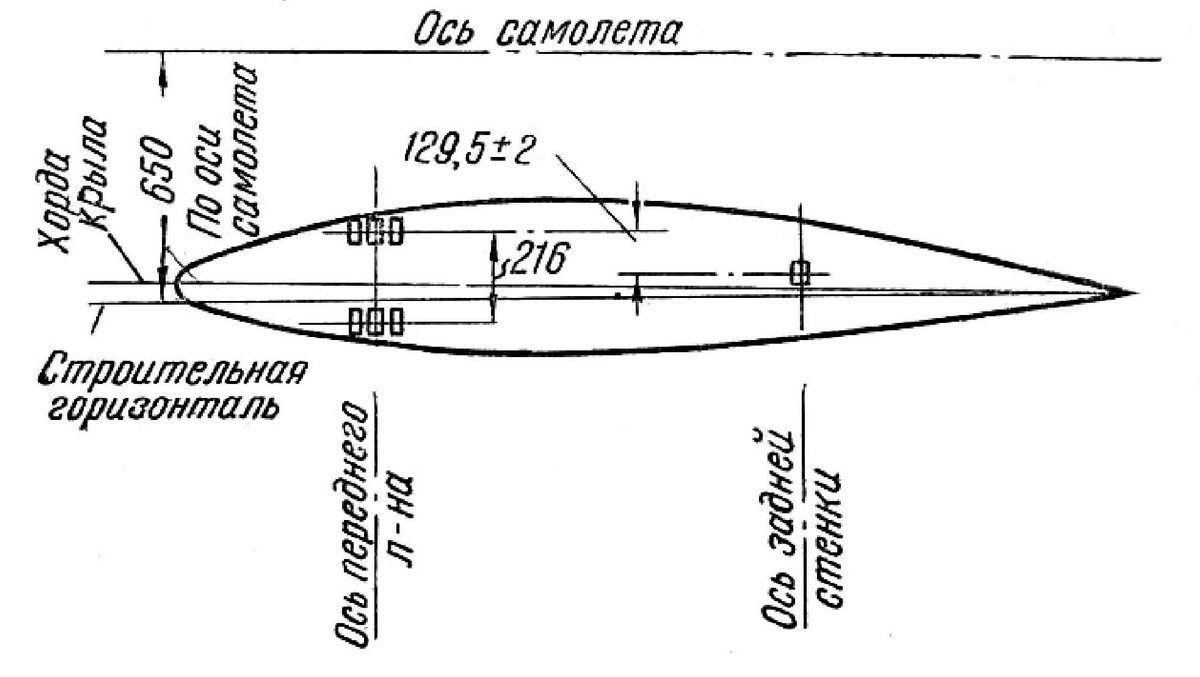
Профиль центроплана самолёта Ла-9

Первым самолетом, на котором испытывались ламинарные профили ЦАГИ, стал истребитель Як-7Б ОКБ А. С. Яковлева. Для экономии времени решили на первом этапе исследований сохранить силовую конструкцию крыла со всеми его агрегатами, а изменить лишь профиль. Работы завершили в мае 1944 года, опытный образец получил название Як-7Л. Он прошел полный цикл исследований в натурной аэродинамической трубе ЦАГИ Т-101, а затем в полете (июль-август 1944 года). Испытывали самолёт М. Л. Галлай и А. Н. Гринчик. Прирост скорости составил (в зависимости от гладкости поверхности крыла) от 5 до 23 км/ч. Испытания Як-7Л дали богатый экспериментальный материал, но форма крыла Як-7 в плане была не самой подходящей для ламинарных профилей: из-за большого сужения (отношение корневой хорды х концевой) выигрыш в уменьшении лобового сопротивлении снижался. Также на заводе № 153 в Новосибирске под руководством О. К. Антонова был разработан и построен опытный образец Як-3 с ламинарным профилем крыла. Задание на разработку такой машины было выдано 20 января 1944 года, а к её постройке приступили в сентябре 1944 года. По рекомендациям ЦАГИ крыло приобрело форму двойной трапеции (с наплывом в передней корневой части крыла). Эта часть крыла (наплыв) набиралась из модифицированных профилей ЦАГИ 160545, переходивших к концу наплыва в профиль ЦАГИ 150545 и к середине полуразмаха — в профиль ЦАГИ 14151. Машину построили, но достоверных сведений о её полетах и дальнейшей судьбе пока не обнаружено.
В ОКБ С. А. Лавочкина крыло с ламинарным профилем, спроектированное по рекомендациям ЦАГИ, в 1944 году поставили на опытный образец Ла-7, получивший название Ла-7Л. Этот самолёт в конце 1944 года прошёл полный цикл испытаний в аэродинамической трубе ЦАГИ Т-101, но в воздух не поднимался, так как 2 января 1945 года начались лётные испытания нового опытного образца ОКБ С. А. Лавочкина – самолета 120, дальнейшего развития Ла-7, на котором было установлено крыло, идентичное крылу Ла-7Л. В июле 1945 года на самолёте 120 с ламинарными профилями крыла достигли скорости 735 км/час, что на 24 км/ч превышало аналогичный показатель Ла-7 с таким же мотором АШ-83. Но АШ-83 требовал доводки, за время испытаний сменили 5 моторов, вскоре полеты прекратили и два экземпляра самолёта остались в разряде опытных. Прямым его развитием стал самолет 126, на который поставили проверенный АШ-82ФН. На нём окончательно отработали крыло с ламинарными профилями. Давление на поверхности крыла, набранного из ламинарных профилей ЦАГИ 160545, 150545 и 14145, распределялось таким образом, что отпала нужда в автоматических предкрылках для предотвращения срыва, при отказе (несинхронном выпуске) которых случались катастрофы. Испытания самолёта 126, всё ещё имевшего смешанную деревянно-металлическую конструкцию, проходившие с декабря 1945 года по апрель 1946 года, не выявили его существенных преимуществ перед Ла-7, поэтому он также остался опытным образцом. Но все наработки ОКБ С. А. Лавочкина, накопленные при создании самолётов 120 и 126, были использованы при проектировании самолёта 130, имевшего цельнометаллическую конструкцию. Первый экземпляр самолета 130 построили в январе 1946 года на заводе № 21 (г. Горький). В феврале 1946 года самолет перевезли в подмосковные Химки на завод № 301, куда к тому времени, после многолетнего изгнания, вернулся С. А. Лавочкин со своим ОКБ. Заводские испытания, в ходе которых было совершено 30 полетов, завершились в мае 1946 года. 9 июня 1946 года самолёт предъявили на Государственные испытания в НИИ ВВС. Первые же полеты позволили выявить серьезные дефекты связанные с устойчивостью и управляемостью самолета. 8 июля 1946 года машину вернули в ОКБ-301 и лишь 17 дней спустя продолжили испытания. По рекомендации Г. П. Свищёва, заострили носик профиля центроплана, что позволило значительно улучшить штопорные характеристики самолета. 10 октября 1946 года Государственные испытания завершились с положительным результатом, при этом почти полтора месяца было потеряно на замену двигателя и доводку вооружения. В конце 1946 года самолёт 130 запустили в серийное производство на заводе № 21 под названием «изделие 48» («тип 48»). В воинских частях он получил обозначение Ла-9, став первым в Советском Союзе серийным самолётом с ламинарным профилем крыла.